# Zakhariata
Zakhariata (en rus: Захарята) és un poble del krai de Perm, a Rússia, que en el cens del 2010 tenia 169 habitants.